# Piramidion Amenemhata III
Piramidion Amenemhata III – piramidion pochodzący z Piramidy Czarnej, wzniesionej przez faraona Amenemhata III. Obiekt został wykonany z bazaltu, obecnie stanowi część zbiorów Muzeum Egipskiego w Kairze.